# Cofete

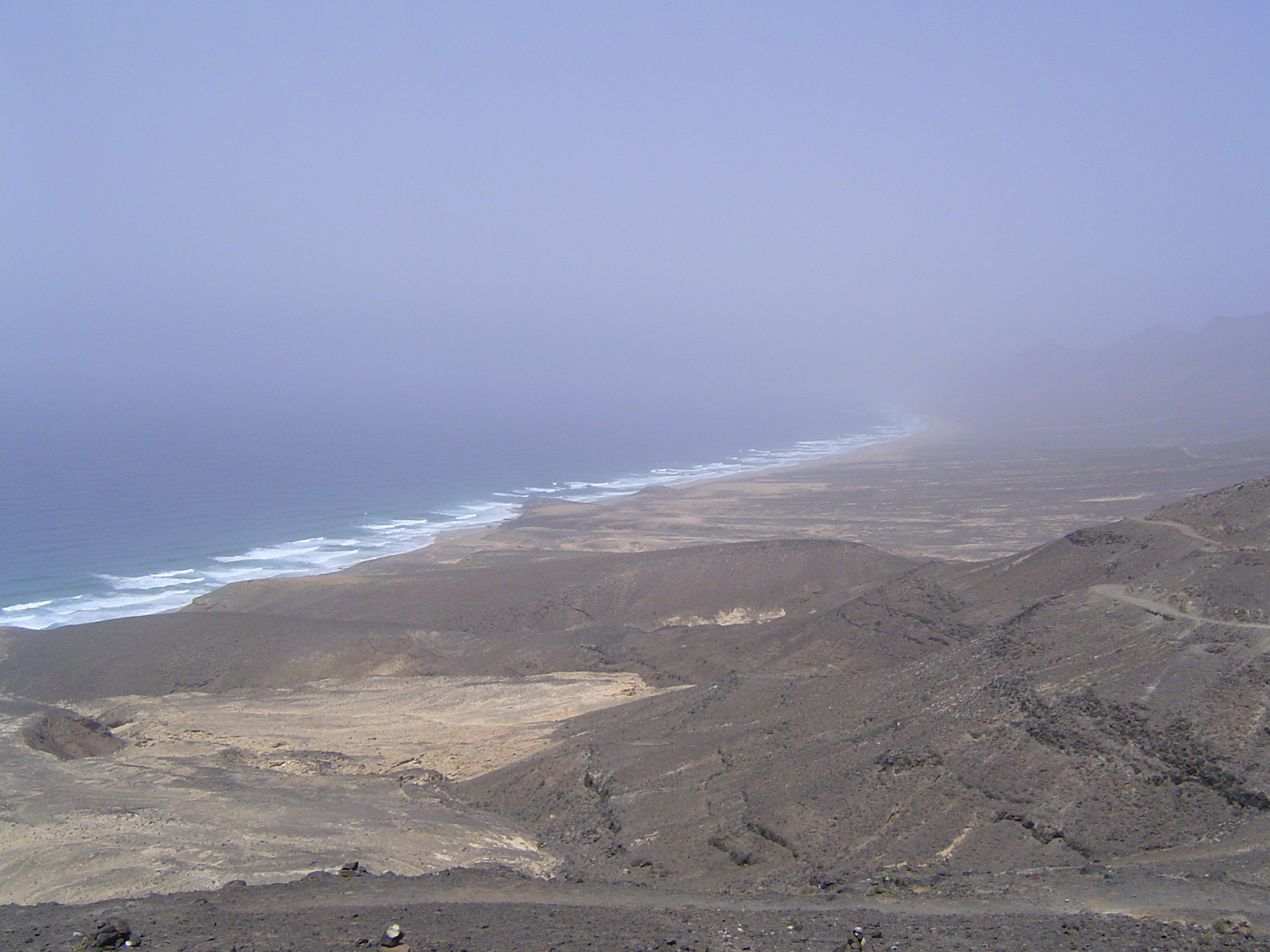
Playa Cofete

Cofete ist ein einsam gelegenes Dorf an der Nordwestküste der Halbinsel Jandía auf der zu Spanien gehörenden Kanarischen Insel Fuerteventura. Es gehört zur Gemeinde Pájara.
Der Ort selbst ist von einigen ärmlichen Hütten und einer ungewöhnlich massiv gebauten Bar geprägt. Die Einheimischen aus dem auf der anderen Seite des Bergrückens liegenden Ortes Morro Jable kommen oft nur am Wochenende hierher. Für Bewohner und Touristen, die keine Möglichkeit einer eigenen Anreise haben, existiert eine Busverbindung zwischen Morro Jable und Cofete, welche zweimal täglich bedient wird.
Unweit von Cofete liegt die 1936 erbaute und von Gerüchten umwobene Villa Winter. Auch der kleine am Strand liegende Friedhof wird mit dem Bau der Villa und dem damaligen militärischen Sperrgebiet auf der Halbinsel Jandía in Verbindung gebracht.

## Strand
Der Strand von Cofete ist einer der schönsten des Landes. Das fanden 2014 auch die Kunden der Internetplattform TripAdvisor. Er schaffte es auf Platz fünf der nationalen Bestenliste und auf Platz 23 im europäischen Vergleich.
Das Baden am Strand ist aufgrund der Gefahren durch die oft sehr hohe Brandung und teils starker Brandungsrückströme nicht empfehlenswert und führt immer wieder zu teils tödlichen Badeunfällen.
In einem bewachten Strandbereich wird versucht, Meeresschildkröten wieder anzusiedeln.

## Bildgalerie

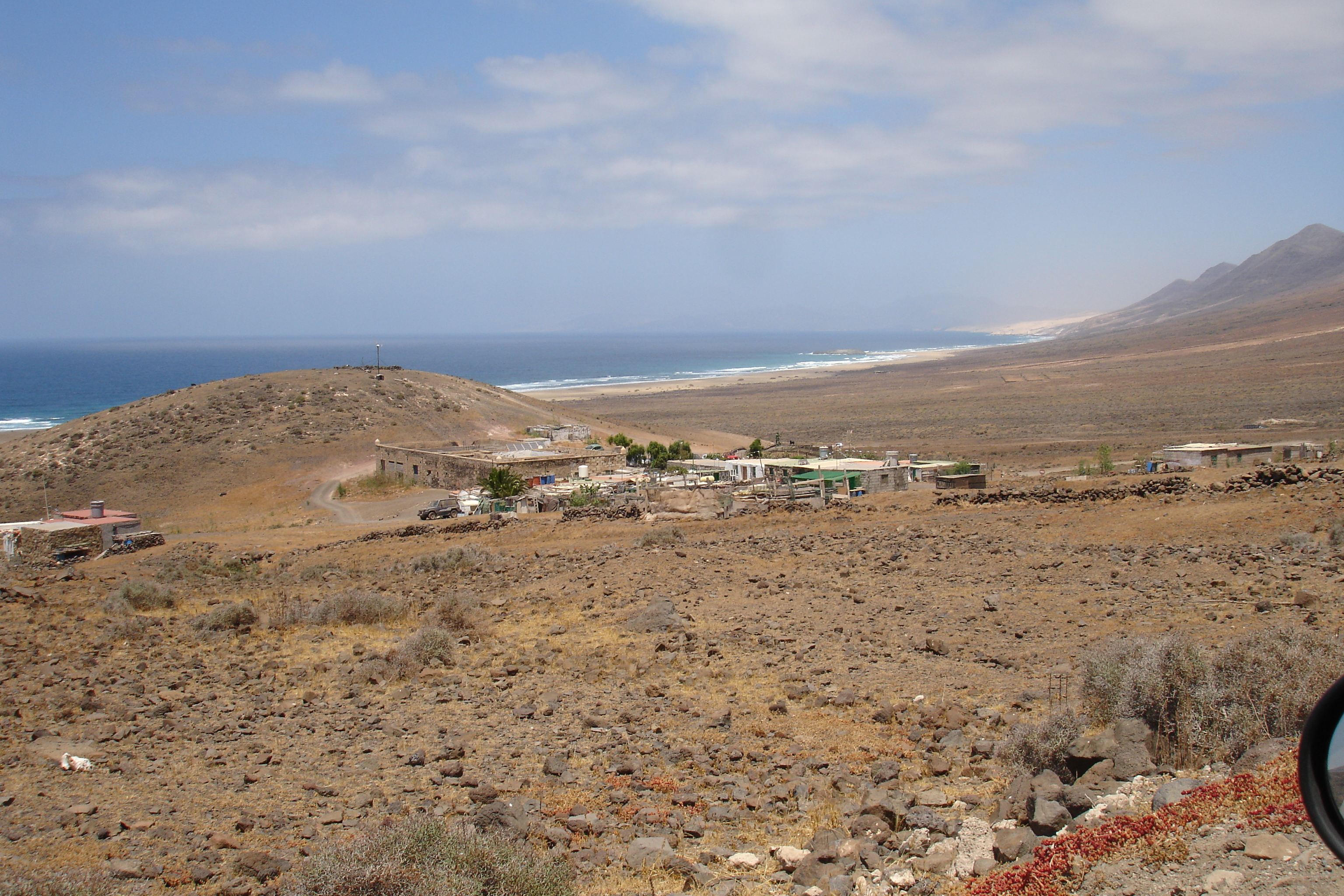
Der Ort mit Bar
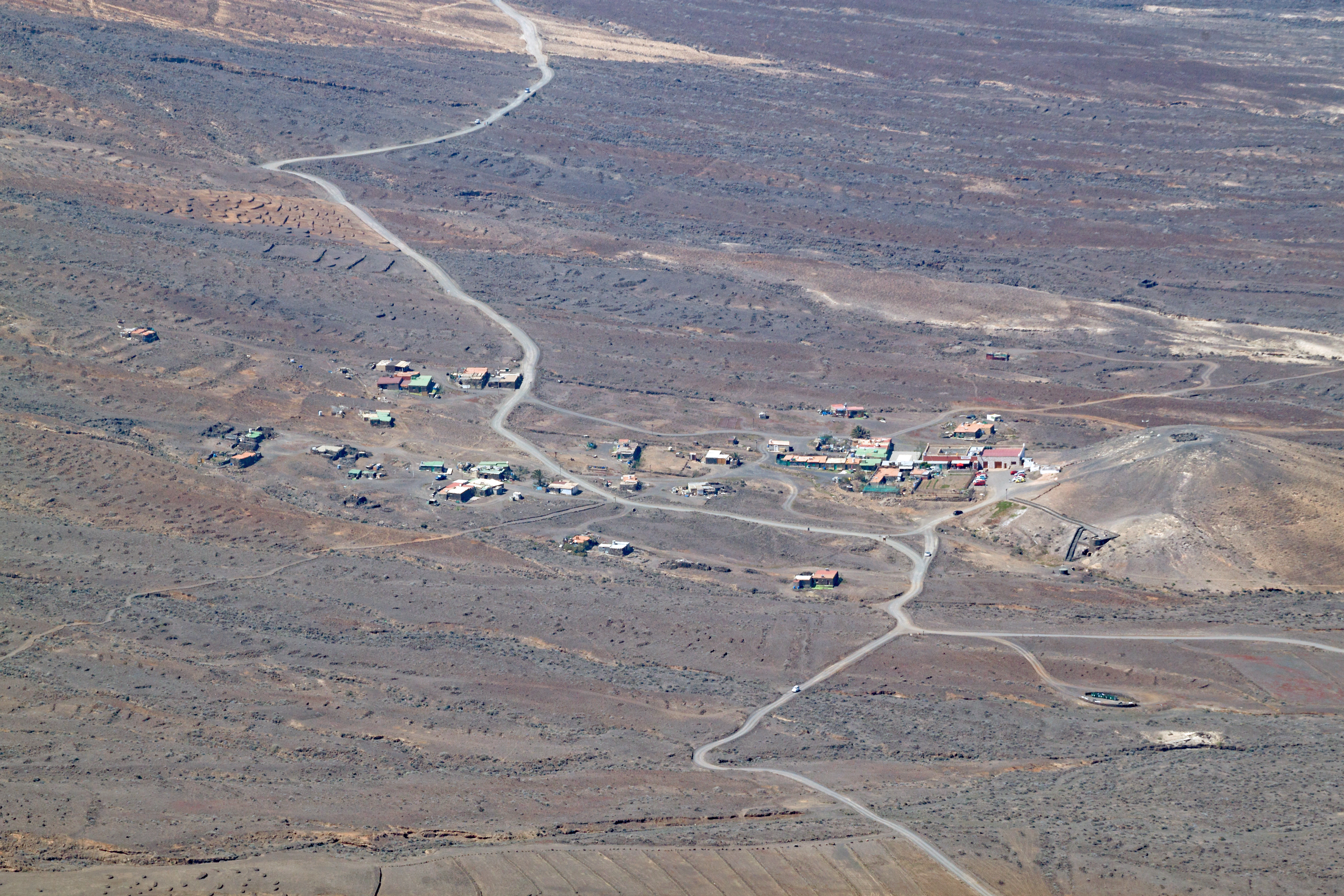
Blick vom Pico de la Zarza auf Cofete
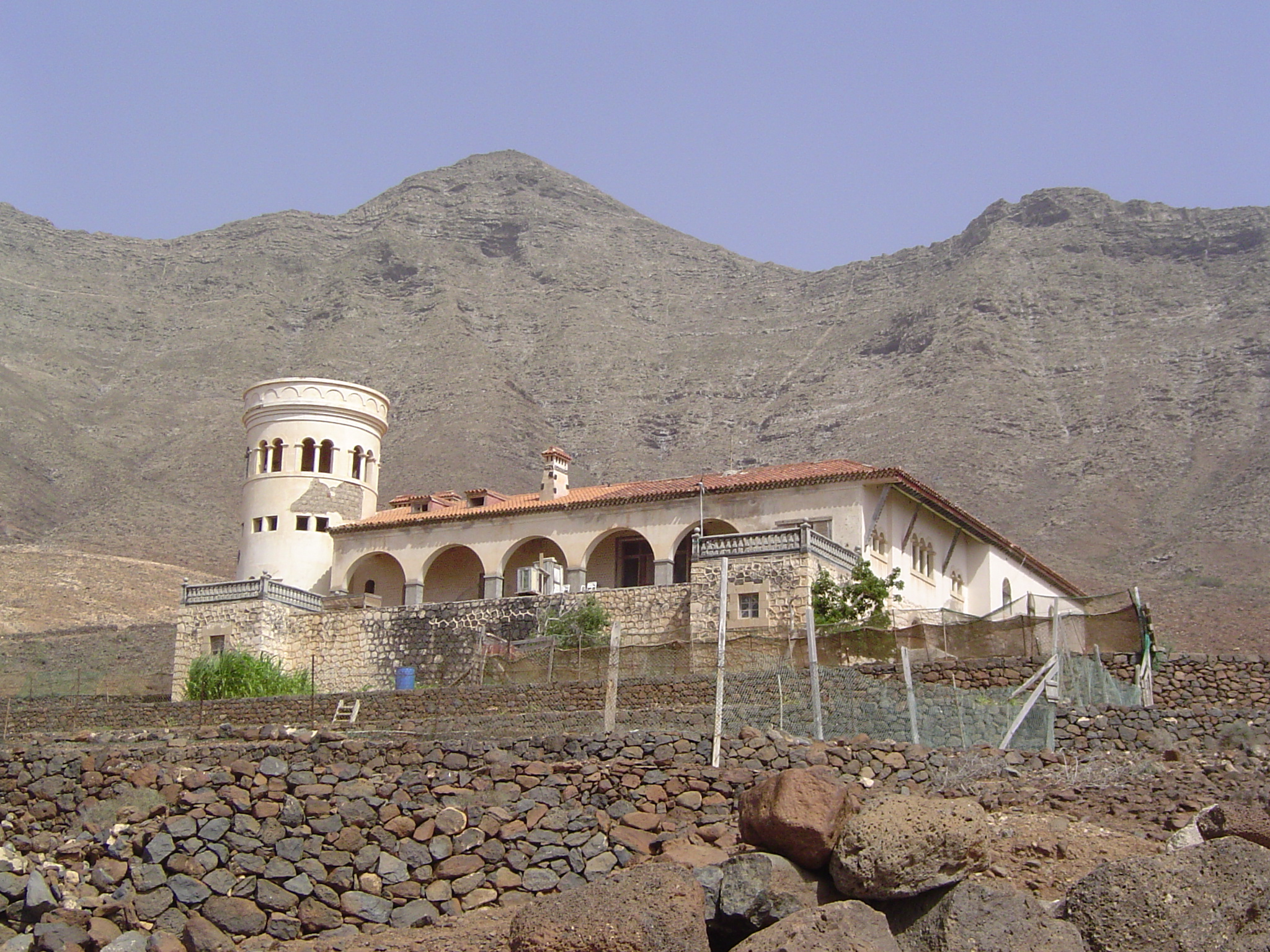
Villa Winter
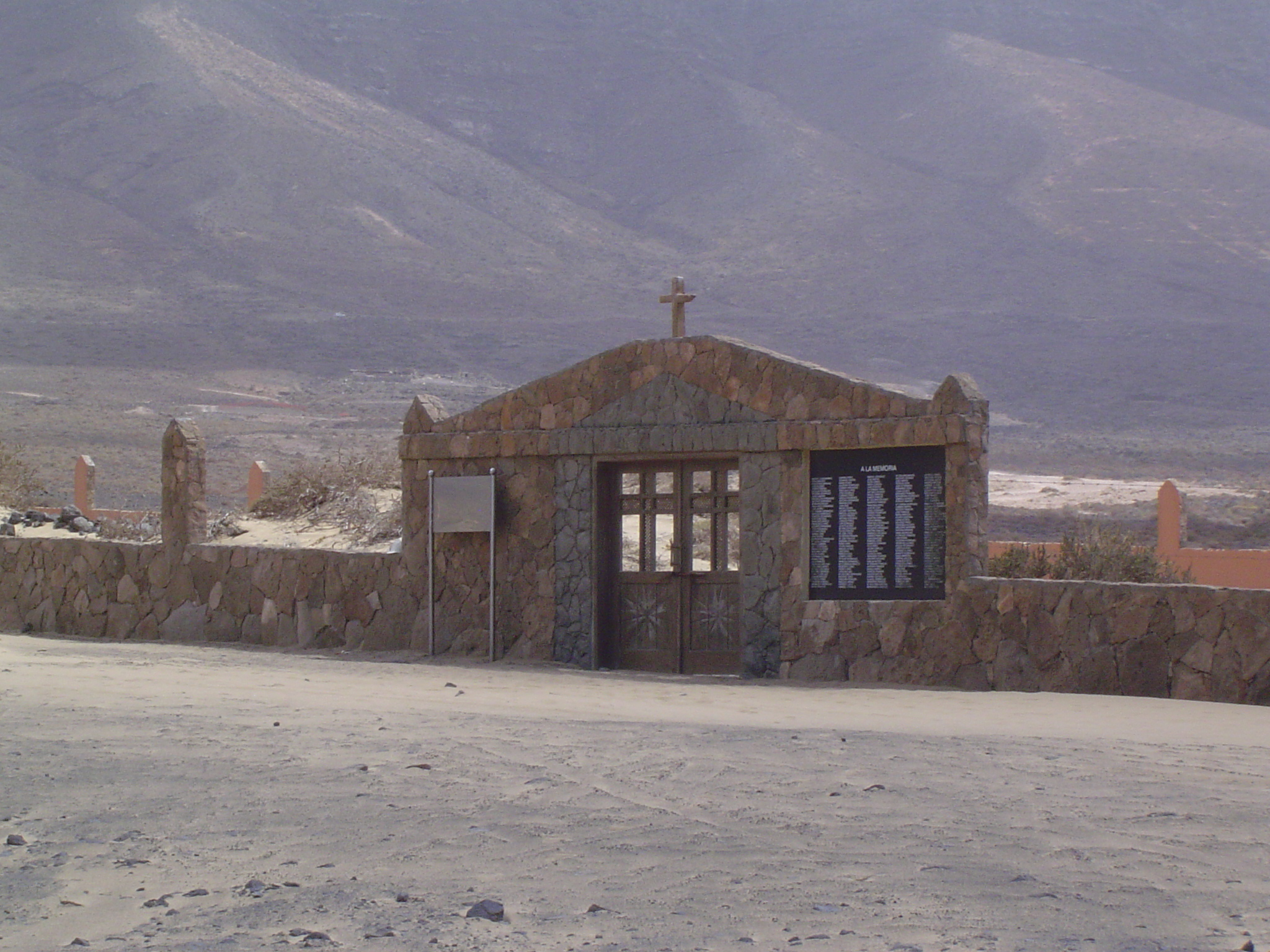
Friedhof